# Pataš
Pataš este o comună slovacă, aflată în districtul Dunajská Streda din regiunea Trnava. Localitatea se află la altitudinea de 112 m deasupra n.m., se întinde pe o suprafață de 9,38 km2 și în 2017 număra 803 locuitori.

## Istoric
Localitatea Pataš este atestată documentar din 1270.

## Demografie
| An:                | 1994 | 2004   | 2014   | 2024   |
| ------------------ | ---- | ------ | ------ | ------ |
| Număr de persoane: | 773  | 812    | 798    | 833    |
| Diferență:         |      | +5,04% | −1,72% | +4,38% |

| An:                | 2023 | 2024   |
| ------------------ | ---- | ------ |
| Număr de persoane: | 814  | 833    |
| Diferență:         |      | +2,33% |